# Hậu kỳ Đá cũ
Hậu kỳ Đá cũ, còn gọi là Paleolithic muộn hay Paleolithic trên, là giai đoạn thứ ba và cuối cùng của thời đại đồ đá cũ. Theo một số lý thuyết, thời kỳ này có niên đại từ 50 đến 12 Ka BP (Kilo annum before present: ngàn năm trước), vào đầu kỷ Holocen, và nó trùng với sự xuất hiện của hành vi hiện đại ở con người hiện đại đầu tiên, cho đến khi cuộc Cách mạng đồ đá mới và nông nghiệp ra đời. Thuật ngữ Paleolithic trên thường được dùng khi nói về địa tầng các di chỉ, nó nằm trên các tầng văn hóa đá cũ khác.
Con người hiện đại về giải phẫu (tức Homo sapiens) được cho là đã xuất hiện ở châu Phi khoảng 300 Ka BP, mặc dù những lối sống thay đổi rất ít so với những con người cổ xưa của Paleolithic giữa, cho đến khoảng 50 Ka BP đây, khi đã có một đánh dấu tăng tính đa dạng của đồ tạo tác. Thời kỳ này trùng với sự phát tán của loài người hiện đại từ châu Phi ra khắp châu Á và Âu-Á, đã góp phần vào sự tuyệt chủng của người Neanderthal.
Thời kỳ đồ đá cũ muộn có bằng chứng sớm nhất được biết đến về các khu định cư có tổ chức, dưới dạng các khu cắm trại, một số có hố làm kho chứa đồ. Công việc nghệ thuật nở rộ, với bức tranh hang động, tranh khắc đá, chạm khắc và chạm khắc trên xương hoặc ngà voi. Bằng chứng đầu tiên về việc đánh bắt cá của con người cũng được tìm thấy, từ các đồ tạo tác ở những nơi như hang Blombos ở Nam Phi. Các nhóm xã hội phức tạp hơn xuất hiện, được hỗ trợ bởi các nguồn thực phẩm đa dạng và đáng tin cậy hơn và các loại công cụ chuyên dụng. Điều này có thể góp phần làm tăng nhận dạng phân biệt nhóm hoặc sắc tộc.
Sự xuất hiện người ở Australia rất có thể đã diễn ra trước đó, vào cỡ 60 Ka. Chiếm cứ châu Âu xảy ra từ cỡ 45 Ka. Người hiện đại về giải phẫu được biết đã mở rộng về phía bắc đến Siberia đến vĩ tuyến 58° Bắc vào khoảng 45 Ka, với bằng chứng hóa thạch người Ust'-Ishim.
Thời kỳ đồ đá cũ muộn được phân tách bởi Cực đại băng hà cuối cùng (LGM, Last Glacial Maximum), trong khoảng 25 đến 15 Ka. Sự chiếm cứ châu Mỹ xảy ra trong thời gian này, với các quần thể Đông và Trung Á đến qua cầu đất Bering sau khoảng 35 Ka BP, và mở rộng sang châu Mỹ vào khoảng 15 Ka BP.
Ở phần tây Âu-Á sự giảm bớt đặc điểm Paleolithic vào cái gọi là Epipaleolithic hoặc Mesolithic, bắt đầu từ kết thúc của LGM, vào cỡ 15 Ka. Quá trình thoái lui của băng hà Holocen bắt đầu vào cỡ 11,7 Ka BP (tức thiên niên kỷ 10 trước Công nguyên), rơi vào "Old World Epipaleolithic" và đánh dấu sự khởi đầu của các hình thức canh tác sớm nhất ở vùng Lưỡi liềm Màu mỡ.